# 量測系統分析
量測系統分析（measurement systems analysis）簡稱MSA，是有關量測程序的徹底評估，一般會包括特別設計的实验，目的是要找出量測程序變異的成份。
製造產品的流程可能會有變異，同樣的，量測及產生數據的流程也可能有變異，因此輸出不正確的結果。
量測系統分析會評估測試方法、测量仪器以及取得量測數據的整個過程，目的是要確保用來進行分析（一般是品質分析）之資料的完整性，並且了解在進行有關產品或是流程上決策時，其中可能會受量測誤差影響的程度
量測系統分析是六標準差方法論中重要的一部份，也是某些品質系統中的一部份。
量測系統分析會分析會影響指定量測特性的設備、操作、程序、軟體以及人員。

## 目的
量測系統分析的目的是：
1. 為量測的不確定性進行量化，包括準度、精度、可重覆性（英语：repeatability）、可再現性（英语：reproducibility）、穩定性及其線性程度，需確認這些數據隨時間的變化，以及在量測程序預期範圍以外的變化。
2. 若需要，展開改善計劃。
3. 確認某一量測程序是否符合特定的工程或製造應用。

## 工具及考慮因素
量測系統分析會考慮以下項目： 
- 選擇正確的量測及方法。
- 評估量測設備。
- 評估量測流程及操作者。
- 評估量測之間的影響。
- 針對個別量測設備及量測系統，計算测量不确定度。

量測系統分析常見的工具及技術有：校正研究、固定效應ANOVA、變異分類（components of variance）、屬性量具分析（attribute gage study）、Gage R&R、變異數分析測試（ANOVA gage R&R）及破壞性測試分析。
選擇的工具一般會用量測系統本身的特性所決定。
可能影響的因素如下：
- 設備：量測設備、校准、治具
- 人員：訓練、教育、技巧、注意程度
- 程序：測試方式，規格
- 樣品：材料，要測試的物件、抽樣計算、抽樣準備
- 環境：温度、湿度、條件、預處理
- 管理：訓練計劃、计量学系統、人員支持、品管系統支持。

也可以用石川图列出量測可能出現變異的來源。

## ASTM流程
美國材料和試驗協會（ASTM）有許多有關評估量測系統及測試方式的流程，例如：
- ASTM E2782 - Standard Guide for  Measurement Systems Analysis
- ASTM D4356 - Standard Practice for Establishing Consistent Test Method Tolerances
- ASTM E691 - Standard Practice for Conducting an Interlaboratory Study to Determine the Precision of a Test Method
- ASTM E1169 - Standard Guide for Conducting Ruggedness Tests
- ASTM E1488 - Standard Guide for Statistical Procedures to Use in Developing and Applying Test Methods

## ASME流程
美國機械工程師學會（ASME）有許多針對特定任務不确定性預估以及方式的流程及報告，在評估度量是否符合規範時，可以知道其不確定程度。
- B89.7.3.1 - 2001 Guidelines for Decision Rules: Considering Measurement Uncertainty Determining Conformance to Specifications
- B89.7.3.2 - 2007 Guidelines for the Evaluation of Dimensional Measurement Uncertainty (Technical Report)
- B89.7.3.3 - 2002 Guidelines for Assessing the Reliability of Dimensional Measurement Uncertainty Statements

## AIAG流程
汽車工業行動小組（AIAG）也有其有關量測系統分析的程序。是以下AIAG出版品的一部份
- 量測系統分析手冊
- 失效模式与影响分析（FMEA）及管制計劃手冊
- 统计过程控制（SPC）手冊
- 生產件批准程序（PPAP）手冊

## 外部連結
- Montgomery, Douglas C.  7th. John Wiley and Sons. 2013. ISBN 978-1-118-14681-1.
- Burdick, Richard K.; Borror, Connie M.; Montgomery, Douglas C. . SIAM. 2005. ISBN 978-0-898715-88-0.
- Wheeler, Donald. . SPC Press. 2006. ISBN 978-0-945320-67-8.
- Niles, Kim. . 2002. ISSN 1530-7603.